# خوان لاکازه
خوان لاکازه (به اسپانیایی: Juan Lacaze) شهری در کشور اروگوئه، استان کولونیا است که جمعیت آن در سرشماری سال ۲۰۰۴ میلادی ۱۳٬۱۹۶ نفر بوده‌است.